# Siero
Siero község Spanyolországban, Asztúria autonóm közösségben. Siero Villaviciosa, Sariegu, Nava, Langreo, San Martín del Rey Aurelio, Oviedo, Llanera, Noreña, Gijón és Bimenes községekkel határos. Lakosainak száma 52 593 fő (2024).

## Népesség
A település népessége az utóbbi években az alábbiak szerint változott:
| Lakosok száma | 48 368 | 48 909 | 49 491 | 51 181 | 52 229 | 52 380 | 51 776 | 51 667 | 51 792 | 52 593 |
|               | 2001   | 2004   | 2007   | 2009   | 2012   | 2014   | 2017   | 2019   | 2022   | 2024   |